# Municipios bajo jurisdicción central de China
Un municipio bajo administración directa (en chino, 直辖市; Zhíxiáshì; lit. "ciudad bajo administración directa") comúnmente conocido como municipalidad es un tipo de división administrativa a nivel provincial de China. Las municipalidades bajo administración directa están directamente afiliadas al gobierno central. Hay cuatro municipalidades en China: Pekín, Chongqing, Shanghái y Tianjin.   
Aunque su nombre es una ciudad, una municipalidad china es más que una ciudad en el sentido tradicional. Equivale a una provincia, ya que suele estar compuesta por una zona urbana central y varias zonas suburbanas y rurales circundantes mucho más grandes.

## Historia
Durante la República de China, las primeras municipalidades fueron las 11 ciudades de Nankín, Shanghái, Pekín, Tianjin, Qingdao, Chongqing, Xi'an, Cantón, Hankou (ahora parte de Wuhan), Shenyang y Harbin. Se establecieron en 1927, poco después de que se las designara como "ciudades" durante la década de 1920. Nominalmente, Dalian también era una municipalidad, aunque estaba bajo control japonés. Estas ciudades primero se llamaron municipalidades/ciudades especiales (特别市; tèbiéshì ), pero luego fueron rebautizadas como municipalidades controladas por Yuan (院辖市; yuànxiáshì ), luego municipalidades controladas directamente (直辖市; zhíxiáshì ) por el Gobierno Central de la República Popular China.
Después del establecimiento de la República Popular China en 1949, Anshan, Benxi y Fushun también se convirtieron en municipios, mientras que Qingdao, Dalian y Harbin se redujeron a municipios provinciales. Hankou se fusionó con Wuhan, que se convirtió en un municipio propio. Por lo tanto, quedaron 12 municipios. En noviembre de 1952, Nanjing se redujo a un municipio provincial en Jiangsu. En marzo de 1953, Dalian, que había resultado de la fusión de Dalian y Lüshun en diciembre de 1950, se convirtió en municipio. En julio de 1953, Harbin fue restaurada al estatus de municipio, mientras que Changchun adquirió ese estatus por primera vez. Excepto Pekín y Tianjin, que estaban bajo control central, todos los demás municipios fueron gobernados por las áreas administrativas mayores.
En junio de 1954, 11 de los 14 municipios se redujeron a ciudades subprovinciales; muchas de ellas se convirtieron en capitales de las provincias en las que se encontraban. Solo Pekín, Shanghái y Tianjin siguieron siendo municipios, hasta que Chongqing fue restaurada como municipio en 1997 con una superficie mucho mayor. Tianjin también volvió temporalmente a la condición de ciudad subprovincial entre 1958 y 1967.

## Jerarquía
Los municipios son las ciudades de mayor rango en la República Popular China.
Los tres niveles de ciudades en la República Popular China son:
1. Municipios bajo jurisdicción central (直辖市;直轄市; zhíxiáshì );
2. Ciudades a nivel de prefectura (地级市;地級市; dìjíshì ), incluidas ciudades subprovinciales ; y,
3. Ciudades a nivel de condado (县级市;縣級市; xiànjíshì ), incluidas ciudades subprefecturales.

## Administración
En los municipios, el funcionario gubernamental de mayor rango es el alcalde. El alcalde también es delegado en la Asamblea Popular Nacional de China (el parlamento), y subsecretario del Comité Municipal del Partido Comunista Chino (PCCh). Sin embargo, la máxima autoridad administrativa en el municipio pertenece al Secretario del Comité del Partido Comunista Chino.

## Lista de municipios
| n.° mapa | Ubicación | Nombre    | Chino (S)/ Pinyin    | Abreviatura | Cabecera | Superficie (km²) | Subdivisiones |
| -------- | --------- | --------- | -------------------- | ----------- | -------- | ---------------- | ------------- |
| 1        |           | Pekín     | 北京市 Běijīng Shì   | 京 jīng     | Tongzhou | 16 801           | Lista         |
| 2        |           | Tianjin   | 天津市 Tiānjīn Shì   | 津 jīn      | Hexi     | 11 760           | Lista         |
| 3        |           | Shanghái  | 上海市 Shànghǎi Shì  | 沪 hù       | Huangpu  | 6 340            | Lista         |
| 4        |           | Chongqing | 重庆市 Chóngqìng Shì | 渝 yú       | Yuzhong  | 82 300           | Lista         |